# Lockende Sterne
Lockende Sterne ist ein deutscher Spielfilm aus dem Jahr 1952.

## Handlung
Werner Nordhaus ist von Beruf Lokführer. Als er die Direktorin des Varietés Palladium, Karena Rodde kennenlernt, ändert sich sein Leben. Zunächst ist Karena Rodde nur von seinen Tanzkünsten begeistert. Nach näherem Kennenlernen überzeugt sie ihn jedoch, seinen Beruf als Lokführer niederzulegen, um in Hamburg Artist zu werden. Werner sieht eine Möglichkeit aus dem tristen Alltag zu entfliehen. Probleme bereitet nur seine Verlobte. Herta Wernicke ist nicht begeistert von seiner neuen Lebensidee. Auch sein zukünftiger Schwiegervater Arthur Wernicke passt dieser neue Weg nicht in das Lebenskonzept, das er sich für seine Tochter vorstellt. Der Beamte erreicht schließlich die Versetzung Werners auf eine Rangierlok. Doch diese Maßnahme bestätigt erst das Vorhaben von Werner. Er bricht nach Hamburg aus und beginnt das Leben eines Artisten. Schnell stellen sich erste Erfolge ein, doch das Leben in der Bohème Hamburgs missfällt Werner. Er sehnt sich zurück nach der geordneten Welt der Eisenbahner. Herta gelingt es schließlich, Werner davon zu überzeugen, dass er zu seinem alten Beruf zurückkehrt.

## Produktionsnotizen
Der Film wurde im Filmatelier Göttingen produziert. Die Außenaufnahmen entstanden in Neumünster, Hamburg, Soltau und Bad Segeberg. Die Uraufführung erfolgte am 28. November 1952 in Wien.

## Kritiken
„Triviales Drama zwischen Kleinbürger- und Nachtclubmilieu, das aus dem Werbeetat der Deutschen Bundesbahn mitfinanziert wurde.“